# Huron—Bruce
Pour les articles homonymes, voir Huron (homonymie) et Bruce.
Pour la circonscription provinciale, voir Huron—Bruce (circonscription provinciale).
Circonscription électorale fédérale du Canada
Huron—Bruce (précédemment connue sous les noms de Huron et de Huron–Middlesex) est une circonscription électorale fédérale située en Ontario.

## Géographie
La circonscription est située dans le sud de l'Ontario, sur les rives du Lac Huron. La circonscription est constituée des villes de Goderich et de Saugeen Shores (en), des municipalités de Bluewater (en), Brockton, Central Huron (en), Huron East (en), Kincardine, Morris-Turnberry (en), South Bruce (en) et South Huron (en), et des cantons de Ashfield-Colborne-Wawanosh (en), Howick, Huron-Kinloss (en) et North Huron (en).
Les circonscriptions limitrophes sont Bruce—Grey—Owen Sound, Perth—Wellington, Middlesex—London et Sarnia—Lambton—Bkejwanong.
EN 2015, les circonscriptions limitrophes étaient Bruce—Grey—Owen Sound, Lambton—Kent—Middlesex et Perth—Wellington.

## Historique
La circonscription d'Huron–Bruce a été créée en 1952 à partir d'Huron-Nord et d'Huron—Perth, et représentée pour la première fois lors des élections fédérales canadiennes de 1953. Elle a porté le nom de Huron de 1952 à 1976.
Lors du redécoupage électoral de 2022-2023, aucun changement n'est apporté aux limites de la circonscription.

## Députés
| Législature                                | Années        | Député          | Parti | Parti                     |
| ------------------------------------------ | ------------- | --------------- | ----- | ------------------------- |
| Huron issue de Huron-Nord et d'Huron—Perth |               |                 |       |                           |
| 22e                                        | 1953–1957     | Elston Cardiff  |       | Progressiste-conservateur |
| 23e                                        | 1957–1958     | Elston Cardiff  |       | Progressiste-conservateur |
| 24e                                        | 1958–1962     | Elston Cardiff  |       | Progressiste-conservateur |
| 25e                                        | 1962–1963     | Elston Cardiff  |       | Progressiste-conservateur |
| 26e                                        | 1963–1965     | Elston Cardiff  |       | Progressiste-conservateur |
| 27e                                        | 1965–1968     | Robert McKinley |       | Progressiste-conservateur |
| 28e                                        | 1968–1972     | Robert McKinley |       | Progressiste-conservateur |
| 29e                                        | 1972–1974     | Robert McKinley |       | Progressiste-conservateur |
| Huron—Middlesex                            |               |                 |       |                           |
| 30e                                        | 1974–1979     | Robert McKinley |       | Progressiste-conservateur |
| Huron—Bruce                                |               |                 |       |                           |
| 31e                                        | 1979–1980     | Robert McKinley |       | Progressiste-conservateur |
| 32e                                        | 1980–1984     | Murray Cardiff  |       | Progressiste-conservateur |
| 33e                                        | 1984–1988     | Murray Cardiff  |       | Progressiste-conservateur |
| 34e                                        | 1988–1993     | Murray Cardiff  |       | Progressiste-conservateur |
| 35e                                        | 1993–1997     | Paul Steckle    |       | Libéral                   |
| 36e                                        | 1997–2000     | Paul Steckle    |       | Libéral                   |
| 37e                                        | 2000–2004     | Paul Steckle    |       | Libéral                   |
| 38e                                        | 2004–2006     | Paul Steckle    |       | Libéral                   |
| 39e                                        | 2006–2008     | Paul Steckle    |       | Libéral                   |
| 40e                                        | 2008–2011     | Ben Lobb        |       | Conservateur              |
| 41e                                        | 2011–2015     | Ben Lobb        |       | Conservateur              |
| 42e                                        | 2015–2019     | Ben Lobb        |       | Conservateur              |
| 43e                                        | 2019–2021     | Ben Lobb        |       | Conservateur              |
| 44e                                        | 2021–2025     | Ben Lobb        |       | Conservateur              |
| 45e                                        | 2025–en cours | Ben Lobb        |       | Conservateur              |

## Résultats électoraux
|       | Candidat             | Parti        | # de voix | % des voix |
|       | (x) Ben Lobb         | Conservateur | +26 174,  | 44,94 %    |
|       | Allan Thompson       | Libéral      | +23 129,  | 39,71 %    |
|       | Gerard Creces        | NPD          | +07 544,  | 12,95 %    |
|       | Jutta Splettstoesser | Vert         | +01 398,  | 2,4 %      |
| Total | Total                | Total        | 58 245    | 100 %      |

|       | Candidat        | Parti        | # de voix | % des voix |
|       | (x) Ben Lobb    | Conservateur | +29 255,  | 54,95 %    |
|       | Charlie Bagnato | Libéral      | +08 784,  | 16,5 %     |
|       | Grant Robertson | NPD          | +13 493,  | 25,34 %    |
|       | Eric Shelley    | Vert         | +01 455,  | 2,73 %     |
|       | Dennis Valenta  | Indépendant  | +00254,   | 0,48 %     |
| Total | Total           | Total        | 53 241    | 100 %      |

|       | Candidat        | Parti        | # de voix | % des voix |
|       | Ben Lobb        | Conservateur | +22 202,  | 44,78 %    |
|       | Greg McClinchey | Libéral      | +16 346,  | 32,97 %    |
|       | Tony McQuail    | NPD          | +07 426,  | 14,98 %    |
|       | Glen Smith      | Vert         | +02 617,  | 5,28 %     |
|       | Dave Joslin     | Héritage     | +00747,   | 1,51 %     |
|       | Dennis Valenta  | Indépendant  | +00242,   | 0,49 %     |
| Total | Total           | Total        | 49 580    | 100 %      |